# 萊克蘭丁鎮區 (北卡羅萊納州海德縣)
萊克蘭丁鎮區（英語：Lake Landing Township）是位於美國北卡羅萊納州海德縣的一個鎮區。

## 地方資料
萊克蘭丁鎮區的面積為552.44平方千米，皆為陸地。根據2020年美國人口普查的數據，當地共有人口1341人，而人口密度為每平方千米2.43人。